# Eurysa kormusi
Eurysa kormusi är en insektsart som först beskrevs av Crawford 1914.  Eurysa kormusi ingår i släktet Eurysa och familjen sporrstritar. Inga underarter finns listade i Catalogue of Life.